# Puyo Puyo
Puyo Pop, conocido en Japón como Puyo Puyo (ぷよぷよ?) y en China como Magic Bubble (en chino tradicional, 魔法氣泡; en chino simplificado, 魔法气泡; pinyin, Mófǎ qìpào) es un juego de rompecabezas creado en 1991 por Compile para diversas plataformas de juegos. Desde su creación ha utilizado personajes del también desarrollado por Compile Madou Monogatari (魔導物語 Madō Monogatari?). Fue creado por Masamitsu "Moo" Niitani, fundador de Compile, quién fue inspirado por ciertos elementos de los juegos Tetris y Dr. Mario.
Antes de ser llevado internacionalmente como Puyo Pop, Puyo Puyo fue llevado fuera de Japón como Dr. Robotnik's Mean Bean Machine para Sega Mega Drive en 1993, Game Gear, y Master System (Esta última lanzada sólo en Europa y Brasil), y dos años después como Kirby's Avalanche para la Super Nintendo Entertainment System (conocido en Europa como Kirby's Ghost Trap), ya en el fin del ciclo de vida de la consola.

## Objetivo del juego
El objetivo del juego es derrotar al oponente en una batalla llenando su área de juego hasta la parte superior de la pantalla con basura. Los Puyos, pequeñas criaturas gelatinosas con ojos, caen desde la parte superior de la pantalla en pares de distintos colores. El par puede moverse de izquierda a derecha, y rotarse en 90° en sentido de las manecillas del reloj o en sentido contrario. La pareja cae hasta tocar el suelo del área de juego u otro par de Puyos, siguiendo las leyes de la gravedad. El par se rompe, de modo que el otro puyo (o los otros) cae libremente hasta que el (o ellos) caigan en otro puyo o en la parte inferior de la pantalla. Solo en este modo no se puede contraatacar puyos ruidosos.

## Modos de juego
El juego principal de Puyo Puyo es jugado contra por lo menos un oponente, sea la máquina o sea un segundo jugador. El juego tiene tres modos, Single, Double, y Endless.

### Single
En este juego, el jugador juega el papel de la protagonista Arle Nadja, una chica de 16 años con poderes mágicos que va a frustrar los planes del villano Satan (En las versiones fuera de Japón se le cambió el nombre a Dark Prince, por obvias razones). Satan desea dominar el mundo, y Arle se interpone en su camino (a medida que se desarrolla la serie, la trama se complica más). Arle debe pelear contra 12 oponentes antes de enfrentar a Satan, y, al contrario de Dr Robotnik's Mean Bean Machine, con la excepción de Rulue (su rival), no están bajo su control, ni creados por el (aunque Rulue fue engañada por Satan debido a sus propias razones). Cuando Arle derrota a Satan, el mundo es salvado, y ella regresa a casa.

### Double
En este modo, dos jugadores juegan uno contra el otro. De la misma forma que antes, el jugador debe llenar el área de juego del oponente de puyos por medio de cadenas. Mucha gente encontró el juego demasiado corto, debido a que una cadena bien lanzada de 4 o más pasos podía eliminar al oponente de un solo golpe. Este problema se arreglaría en Puyo Puyo Tsu y sus entregas posteriores, Compile añadió la regla de Sousai, que permite a los jugadores contraatacar los ataques de los oponentes con sus propias cadenas, ampliando las partidas.

## Personajes

### Principales
- Arle Nadja: La heroína de las series; ama mucho a su mascota Carbuncle/Kar-kun más que nada. Ella tiene poderes mágicos, y puede manipular fuego, hielo y rayo además de otras cosas. Durante las cadenas, se pueden escuchar sus conjuros como "Fire!" y "Ice Storm!" con un acento Japonés.
- Carbuncle: La mascota de Arle, la cual Satan trata de robar. Una criatura parecida a un dragón , amable, con apetito por el curry que resulta ser uno de los personajes más fuertes en entregas posteriores. En Puyo Puyo, más que todo es un ayudante.

### Nivel Principiante
- Skeleton T Un esqueleto que le encanta el Té de hierbas(A veces una poción que asegura que lo vuelve virtualmente invencible.) Sus habilidades son muy débiles, y usualmente es uno de los primeros oponentes que enfrenta el jugador.
- Nasu Grave Una berenjena que lleva gafas cuadradas. Normalmente rebota, y sus piernas no le permiten correr.
- Mummy Una momia egipcia que tiene vendas de más.

### Nivel Normal
- Draco Centauros Una mujer dragón que desea ser la mayor rival de Arle, no solamente en Puyo Puyo. Ella puede lanzar fuego por la boca, como un dragón normal (esta habilidad se muestra en Puyo Puyo SUN). Tiene cierto mal temperamento, y reta a otras chicas agresivamente a concursos de belleza.
- Suketoudara Un pez grande con brazos y piernas musculares. Es muy orgulloso de ellos y trata de utilizarlos siempre que puede.
- Sukiyapodes Un monstruo de una sola pierna que parece muy joven.

### Nivel Difícil
- Harpy Una ángel que canta canciones encantadas (la mayoría desafinada, y muy elevadas de volumen).
- Sasoriman Un guardia vestido como un escorpión.
- Panotty Un duende que toca una flauta. Le gusta ver gente que baile al ritmo de su música.
- Zombie Un zombi que parece estar compuesto de partes usadas.
- Witch Una bruja vestida de pies a cabeza de azul. En ciertos momentos se ríe.
- Zo-Daimaoh Un elefante indio con una gran fuerza.
- Schezo Un espadachín que busca los poderes mágicos de Arle (o tal vez algo más).
- Minotauros El guardaespaldas de Rulue, y un toro con una cicatriz sobre uno de sus ojos.
- Rulue Una chica con poderes mágicos, como Arle, y está enamorada de Satan, y hará todo lo que sea que el diga. También sabe mucho de artes marciales, aunque no es tan buena en la magia como Arle.
- Satan El villano cómico de las series de Puyo Puyo. Él, al igual que Draco, tiene cuernos de dragón y alas. También parece gustarle Arle y Carbuncle. Más que nada Carbuncle.

## Legado
- La versión de Mega Drive fue un éxito de ventas en Japón durante cuatro meses.[1]

- La versión de Mega Drive fue relanzada para la Consola virtual de la Wii el 2 de diciembre de 2006 en Japón, mientras que la versión de Arcade fue lanzada el 12 de abril de 2011, contando con características de juego en línea.[cita requerida]

- El 22 de agosto de 2019, la versión Arcade fue relanzada para la Nintendo Switch bajo la marca Sega Ages Puyo Puyo (SEGA AGES ぷよぷよ?), con la adición de características de juego en línea y traducción de la interfaz al inglés.[2]